# 小早川光郎
小早川 光郎（こばやかわ みつお、1946年〈昭和21年〉9月10日 - ）は、日本の法学者。専門は行政法、主に行政手続や行政訴訟等の行政共通制度、国と地方の関係等について研究する。雄川一郎門下。東京大学名誉教授。成蹊大学名誉教授。日本公法学会元理事長。公益財団法人後藤・安田記念東京都市研究所理事長

## 略歴
- 1965年 - 東京都立日比谷高等学校卒業
- 1969年 - 東京大学法学部第2類（公法コース）卒業
- 1969年 - 東京大学法学部助手
- 1972年 -  東京大学法学部助教授
- 1983年 - 東京大学法学部教授
- 2010年 - 成蹊大学法科大学院客員教授
- 2014年 - 内閣府衆議院議員選挙区画定審議会会長
- 2016年 - 総務省行政不服審査会会長代理[4]
- 2018年 - 公益財団法人後藤・安田記念東京都市研究所理事長

人事院参与等も務めた。

## 著書

### 単著
- 『行政訴訟の構造分析』東京大学出版会、1983年8月。ISBN 978-4-13-031111-3。
- 『行政法講義』 上I、弘文堂、1993年4月。ISBN 978-4-335-35126-6。
  - 『行政法講義』 上II、弘文堂、1994年4月。ISBN 978-4-335-35135-8。
  - 『行政法講義』 下I、弘文堂、2002年11月。ISBN 978-4-335-35248-5。
  - 『行政法講義』 下II、弘文堂、2005年10月。ISBN 978-4-335-35305-5。
  - 『行政法講義』 下III、弘文堂、2007年8月。ISBN 978-4-335-35397-0。
  - 『行政法講義』 下I（オンデマンド版）、弘文堂、2021年9月。ISBN 978-4-335-35877-7。
  - 『行政法講義』 下II（オンデマンド版）、弘文堂、2021年9月。ISBN 978-4-335-35878-4。
  - 『行政法講義』 下III（オンデマンド版）、弘文堂、2021年9月。ISBN 978-4-335-35879-1。
- 『行政法』 上、弘文堂〈法律学講座双書〉、1999年6月。ISBN 978-4-335-30201-5。

### 編集
- 『行政手続法逐条研究』有斐閣〈ジュリスト増刊〉、1996年7月。ISBN 978-4-641-01390-2。
- 『分権改革と地域空間管理』ぎょうせい〈分権型社会を創る 9〉、2000年9月。ISBN 978-4-324-06023-0。
- 『改正行政事件訴訟法研究』有斐閣〈ジュリスト増刊〉、2005年3月。ISBN 978-4-641-11388-6。

### 編著
- 『情報公開法 その理念と構造』ぎょうせい、1999年7月。ISBN 978-4-324-05814-5。
- 『地方分権と自治体法務 その知恵と力』ぎょうせい〈分権型社会を創る 4〉、2000年9月。ISBN 978-4-324-06018-6。

### 監修
- 『市民と公務員の行政六法概説』行政管理研究センター、2004年1月。
- 地域主権改革研究会『解説地域主権改革』国政情報センター、2011年10月。ISBN 978-4-87760-202-4。
- 義務枠見直し条例研究会『義務付け・枠付け見直し独自基準事例集』ぎょうせい、2013年2月。ISBN 978-4-324-09621-5。

### 共編
- 成田頼明・園部逸夫・金子宏・塩野宏・小早川光郎 編『雄川一郎先生献呈論集 行政法の諸問題』 上、有斐閣、1990年4月。ISBN 978-4-641-03123-4。
- 成田頼明・園部逸夫・金子宏・塩野宏・小早川光郎 編『雄川一郎先生献呈論集 行政法の諸問題』 中、有斐閣、1990年4月。ISBN 978-4-641-03124-1。
- 成田頼明・園部逸夫・金子宏・塩野宏・小早川光郎 編『雄川一郎先生献呈論集 行政法の諸問題』 上、有斐閣、1990年6月。ISBN 978-4-641-03125-8。
- 塩野宏・小早川光郎 編『行政判例百選』 I（第3版）、有斐閣〈別冊ジュリスト判例百選 122〉、1993年4月。ISBN 978-4-641-11422-7。
- 塩野宏・小早川光郎 編『行政判例百選』 II（第3版）、有斐閣〈別冊ジュリスト判例百選 123〉、1993年5月。ISBN 978-4-641-11423-4。
  - 塩野宏・小早川光郎・宇賀克也 編『行政判例百選』 I（第4版）、有斐閣〈別冊ジュリスト判例百選 150〉、1999年2月。ISBN 978-4-641-11450-0。
  - 塩野宏・小早川光郎・宇賀克也 編『行政判例百選』 II（第4版）、有斐閣〈別冊ジュリスト判例百選 151〉、1999年3月。ISBN 978-4-641-11451-7。
  - 小早川光郎・宇賀克也・交告尚史 編『行政判例百選』 I（第5版）、有斐閣〈別冊ジュリスト判例百選 181〉、2006年5月。ISBN 978-4-641-11481-4。
  - 小早川光郎・宇賀克也・交告尚史 編『行政判例百選』 II（第5版）、有斐閣〈別冊ジュリスト判例百選 182〉、2006年6月。ISBN 978-4-641-11482-1。
- 小早川光郎・天川晃・磯部力・森田朗・斎藤誠 編『近代地方自治制度の形成』学陽書房〈史料日本の地方自治 1〉、1999年7月。ISBN 978-4-313-31231-9。
  - 小早川光郎・天川晃・磯部力・森田朗・斎藤誠 編『現代地方自治制度の確立 1930年代―1950年代』学陽書房〈近代地方自治制度の形成 2〉、1999年7月。ISBN 978-4-313-31232-6。
  - 小早川光郎・天川晃・磯部力・森田朗・斎藤誠 編『地方自治の発展と変容 1960年代―1980年代』学陽書房〈近代地方自治制度の形成 3〉、1999年7月。ISBN 978-4-313-31233-3。
- 小早川光郎・高橋滋 編『行政法と法の支配 南博方先生古稀記念』有斐閣、1999年12月。ISBN 978-4-641-12864-4。
- 小早川光郎・小幡純子 編『あたらしい地方自治・地方分権』有斐閣〈ジュリスト増刊〉、2000年5月。ISBN 978-4-641-01399-5。
- 碓井光明・小早川光郎・水野忠恒・中里実 編『公法学の法と政策 金子宏先生古稀祝賀』 上巻、有斐閣、2000年9月。ISBN 978-4-641-12883-5。
- 碓井光明・小早川光郎・水野忠恒・中里実 編『公法学の法と政策 金子宏先生古稀祝賀』 下巻、有斐閣、2000年9月。ISBN 978-4-641-12898-9。
- 野村好弘・小早川光郎 編『道路管理の法と争訟』ぎょうせい、2000年12月。ISBN 978-4-324-06328-6。
- 小早川光郎・宇賀克也 編『行政法の発展と変革 塩野宏先生古稀記念』 上巻、有斐閣、2001年6月。ISBN 978-4-641-12883-5。
- 小早川光郎・宇賀克也 編『行政法の発展と変革 塩野宏先生古稀記念』 下巻、有斐閣、2001年6月。ISBN 978-4-641-12884-2。
- 三辺夏雄・磯部力・小早川光郎・高橋滋 編『法治国家と行政訴訟 原田尚彦先生古稀記念』有斐閣、2004年8月。ISBN 978-4-641-12950-4。
- 芝池義一・小早川光郎・宇賀克也 編『行政法の争点』（第3版）有斐閣〈ジュリスト増刊〉、2004年9月。ISBN 978-4-641-11315-2。
- 小早川光郎・高橋滋 編『詳解改正行政事件訴訟法』第一法規、2004年11月。ISBN 978-4-474-01872-3。
- 磯部力・小早川光郎・芝池義一 編『行政法の基礎理論』有斐閣〈行政法の新構想 1〉、2011年11月。ISBN 978-4-641-01298-1。
  - 磯部力・小早川光郎・芝池義一 編『行政作用・行政手続・行政情報法』有斐閣〈行政法の新構想 2〉、2008年12月。ISBN 978-4-641-01299-8。
  - 磯部力・小早川光郎・芝池義一 編『行政救済法』有斐閣〈行政法の新構想 3〉、2008年12月。ISBN 978-4-641-01300-1。
- 江頭憲治郎・小早川光郎・西田典之・高橋宏志・能見善久 編『旧法令集』（平成改正版）有斐閣、2012年7月。ISBN 978-4-641-00108-4。

### 共編著
- 磯部力、小早川光郎『自治体行政手続法』学陽書房〈自治体法学全集 4〉、1993年10月。ISBN 978-4-313-22014-0。
  - 磯部力、小早川光郎『自治体行政手続法』（改訂版）学陽書房〈自治体法学全集 4〉、1993年10月。ISBN 978-4-313-22024-9。
- 小早川光郎、高橋滋『条解行政不服審査法』弘文堂〈条解シリーズ〉、2016年7月。ISBN 978-4-335-35661-2。
  - 小早川光郎、高橋滋『条解行政不服審査法』（第2版）弘文堂〈条解シリーズ〉、2020年4月。ISBN 978-4-335-35820-3。
- 小早川光郎、青栁馨『論点体系判例行政法』 1巻、第一法規、2017年4月。ISBN 978-4-474-10337-5。
  - 小早川光郎、青栁馨『論点体系判例行政法』 2巻、第一法規、2017年2月。ISBN 978-4-474-10338-2。
  - 小早川光郎、青栁馨『論点体系判例行政法』 3巻、第一法規、2016年9月。ISBN 978-4-474-10339-9。

## 家族・親族
- 妻 まり子（元総理府総務副長官秋山進の娘、元北海道知事町村金五の孫、法学博士・元貴族院議員桑田熊蔵、北海道酪農の基礎を築いた町村金弥の曾孫）